# Marakeški muzej
Marakeški muzej je zgodovinska palača in muzej v starem središču Marakeša v Maroku. Muzejska zbirka poleg znamenite arhitekture prikazuje različne zgodovinske umetniške predmete in sodobno umetnost iz Maroka.

## Zgodovina
Muzej je v palači Dar Mnebhi, ki jo je v začetku 20. stoletja zgradil Mehdi al-Mnebhi. Al-Mnebhi je bil kaid plemena Mnabha in vezir (vojni minister) pod sultanom Mulajem Abdelazizom od 1900 do 1908, ki je zamenjal Ba Ahmada kot sultanov favorit. Al-Mnebhi je imel tudi druge rezidence, kot je palača Mnebhi v Fesu. Njegovo palačo v Marakešu je kasneje zasegla družina paše Thamija El Glaouija, avtokratskega vladarja južnega Maroka pod francosko oblastjo, medtem ko je bil Mnebhi zunaj države in je služil kot veleposlanik v Londonu. Po ponovni osamosvojitvi Maroka (1956) je palačo zasegla država in jo leta 1965 preuredila v dekliško šolo. Po obdobju zanemarjanja je fundacija Omarja Benjellouna palačo skrbno prenovila in leta 1997 spremenila v muzej.

## Arhitektura
Palača je primer maroške arhitekture poznega 19. in zgodnjega 20. stoletja, ena od mnogih takšnih palač, ki so jih v tem obdobju zgradile bogate elite. Palačo sestavlja veliko osrednje dvorišče, ki je bilo prvotno odprt vrt riad, zasajen z drevesi, danes pa je v celoti tlakovano in pokrito. Dvorišče ima več fontan in je obdano s pokritimi galerijami in stenskimi fontanami, vse okrašene z barvitimi ploščicami zellij ter poslikanim in izrezljanim cedrovim lesom. Današnje dvorišče vsebuje tudi ogromen osrednji lestenec, sestavljen iz medeninastih kosov, izrezanih v okrašene geometrijske in arabeskne motive. Različne sobe se odcepijo od dvorišča, vključno s sobanami z bolj okrašenim lesom in štukaturo. Palača je imela tudi strešne terase z menzehom (paviljonom), ki ji je zagotavljal pogled na ostalo mesto. Opremljena je bila tudi s številnimi prostori, značilnimi za velike palače, kot so kuhinje in hamam (kopalnica) – slednjega so odlikovale značilne kupolaste in obokane komore.
- Vhodno dvorišče muzeja
- Glavno notranje dvorišče palače/muzeja
- Okrašena stenska fontana na glavnem dvorišču s poslikanim lesom in okrasjem zellij
- Medeninasti lestenec nad sredino dvorišča
- Ena od dvoran in razstavnih prostorov zunaj dvorišča, s poslikanim lesenim stropom in štukaturo ter stensko dekoracijo zellij
- Strop s kupolo v delu hamama v palači

## Muzejska zbirka
Muzej hrani raznoliko zbirko tradicionalnih umetniških predmetov iz različnih regij Maroka in različnih delov njegovega prebivalstva, kot so orožje, preproge, kostumi, lončenina iz Fesa, berberski nakit, judovski liturgični predmeti in drugo. Muzej ima tudi razstave sodobne umetnosti in drugih tem v kuhinji in hamamu, včasih pa gosti tudi kulturne dogodke, kot so gledališče in koncerti.
- Sedlo iz 19. stoletja na ogled v muzeju (in zgodovinska puška v ozadju)
- Kumija (bodalo) iz 19. stoletja
- Berberski nakit (20. stoletje)
- Razstavljeni judovski liturgični predmeti